# Teste de fluxo de dados
O teste de fluxo de dados (do inglês data flow testing), é um teste de caixa-branca usado para verificação de softwares que visa exercitar caminhos do programa (executar sequências de linhas de código) com base nas definições e usos de cada variável..

## Definição e uso
Para realizar este teste, atribui-se um valor inteiro único para cada linha de código (normalmente, enumera-se cada linha com valores inteiros consecutivos, atribuindo o valor 1 para a primeira linha, 2 para a segunda e assim sucessivamente) e definem-se, para cada variável de interesse {\displaystyle x}, os conjuntos
D({\displaystyle x}) = { k : a linha k faz uma definição de {\displaystyle x}}
e
U({\displaystyle x}) = { k : a linha k usa a variável {\displaystyle x}}.

## Execução do teste
A execução do teste se dá com base nos caminhos do grafo de fluxo do programa e nos conjuntos D({\displaystyle x}) e U({\displaystyle x}).

### Teste def-use
Um teste de fluxo de dados simples é o teste def-use: neste teste são escolhidos valores de entrada para o programa que exercitem todos os caminhos DU da variável testada. Os caminhos DU são caminhos em que passam por alguma linha na qual a variável é definida e por alguma linha em que a variável é usada.
De uma forma mais rigorosa, tenta-se executar todos os caminhos {\displaystyle c_{1}-c_{2}-...-c_{M}}, onde cada {\displaystyle c_{k}} é um comando, que tenham dos comandos  {\displaystyle c_{i}} e {\displaystyle c_{j}} tais que {\displaystyle (c_{i},c_{j})\in } D({\displaystyle x}) X U({\displaystyle x}).
Um pequeno refinamento neste teste elimina os caminhos em que a variável é redefinida antes de ser usada. Por exemplo, digamos que o primeiro comando, chamado de {\displaystyle c_{1}}, defina a variável {\displaystyle x} e o vigésimo comando, {\displaystyle c_{20}}, use a variável {\displaystyle x}, mas um comando intermediário, {\displaystyle c_{10}} também defina {\displaystyle x}, então, não é necessário exercitar um caminho para o par {\displaystyle (c_{1},c_{20})}. Ao invés disso, executa-se apenas um teste para o caminho {\displaystyle (c_{10},c_{20})}.
Caminhos que não contenham redefinições como no exemplo anterior, são chamados de caminhos vivos.